# Валерія Білелло
Валерія Білелло (італ. Valeria Bilello) (народилася 2 травня 1982) — італійська акторка, телеведуча, модель.

## Біографія
Валерія Білелло народилася на Сицилії, виросла в Мілані. Під час навчання в гімназії іноземних мов, дебютувала в шоу-бізнесі. В 2006 році вона зняла короткометражний фільм Attesa, який став переможцем на фестивалі Sguardi Altrove. У 2008 році вона почала свою акторську кар'єру, зігравши у фільмі Il papà di Giovanna, представлений на Венеціанському кінофестивалі. У 2010 році лауреат премії «Оскар» — Габріеле Сальваторес вибрав її для фільму Щаслива сім'я.

## Фільмографія
- Il papà di Giovanna (2008)
- Щаслива родина (Happy Family) (2010) — Катерина
- Il giorno in più (2011)
- I soliti idioti (2011)
- Ti amo troppo per dirtelo (2011)
- Давайте забудемо про це Come non detto (2012) — Стефанія
- Ultimo - L'occhio del falco (2013)
- Il clan dei camorristi (2013)
- Pazze di me (2013)
- Miele (2013)
- One Chance (2013)
- Я, Арлекін (Io, Arlecchino) (2014) — Крістіна
- Monitor (2015)
- Пригода (Un'avventura) (2019) — Лінда